# シトル

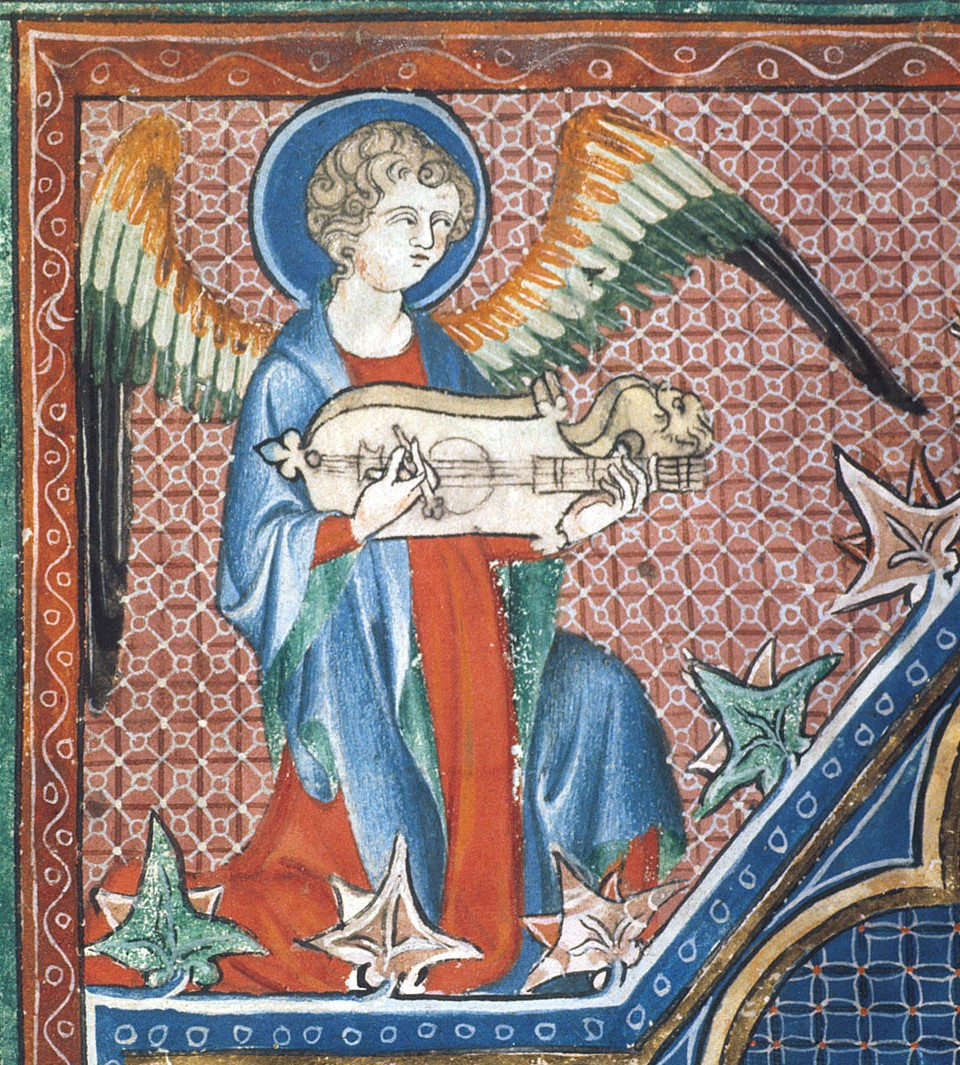
シトルを演奏する天使

シトル（Citole,Sytole,Cytiole,Gytolleなど）とは、ヨーロッパの古楽器である。
もともとはキタラのような形だったものが、時代が下るにつれリュート形になり、16世紀頃にはヴァイオリンのような形に変わった。

## 様々なシトル
- キタラ＝リラ型のシトル
- リュート型のシトルを持つ男性・2010年
- ヴァイオリン型のシトル（16世紀頃）